# Dennis van der Wal
Dennis van der Wal (Emmeloord, 10 augustus 1986) is een Nederlands voetballer die uitkomt voor Go Ahead Kampen.
Van der Wal bereikte via de jeugd van Flevo Boys en FC Zwolle het eerste elftal van FC Zwolle. Voor deze club zou hij meer dan zes seizoen spelen, hij kwam bij de club tot 113 competitieduels. In januari 2011 werd Van der Wal geruild met Rudy Jansen van SC Cambuur.
In het seizoen 2011/12 liep Van der Wal stage bij verschillende clubs, waaronder bij AZAL PFK uit Azerbeidzjan en bij clubs in Vietnam en Thailand, maar kreeg bij geen van de clubs een contract aangeboden.
In het seizoen 2012/2013 kwam Van der Wal uit voor WHC Wezep.
In het seizoen 2013/2014 speelt Van der Wal bij Flevo Boys, de club waar hij in de jeugd speelde.
Vanaf het seizoen 2016/2017 speelt hij bij Sparta Nijkerk.

## Statistieken
| Seizoen | Club       | Land      | Competitie     | Wed. | Goals |
| ------- | ---------- | --------- | -------------- | ---- | ----- |
| 2004/05 | FC Zwolle  | Nederland | Eerste divisie | 3    | 0     |
| 2005/06 | FC Zwolle  | Nederland | Eerste divisie | 9    | 1     |
| 2006/07 | FC Zwolle  | Nederland | Eerste divisie | 20   | 0     |
| 2007/08 | FC Zwolle  | Nederland | Eerste divisie | 24   | 0     |
| 2008/09 | FC Zwolle  | Nederland | Eerste divisie | 37   | 1     |
| 2009/10 | FC Zwolle  | Nederland | Eerste divisie | 20   | 0     |
| 2010/11 | FC Zwolle  | Nederland | Eerste divisie | 0    | 0     |
| 2010/11 | SC Cambuur | Nederland | Eerste divisie | 15   | 0     |
| Totaal  | Totaal     | Totaal    | Totaal         | 128  | 2     |